# Lars Lundblad
Peter David Lars Jâko Lundblad (* 2. Januar 1900 in Kangaatsiaq; † unbekannt) war ein grönländischer Landesrat.

## Leben
Lars Lundblad war der Sohn des Jägers und Lesers Jørgen Nikolai Andreas Hans Lundblad (1859–?) und seiner Frau Johanne Kristine Mariane Susanne Schmidt (1867–?). Sein Bruder war der Landesrat Peter Lundblad (1887–1930). Lars Lundblad heiratete am 20. August 1922 in Kangaatsiaq Malene Mette Ottilie Else Petersen (1902–?), Tochter des Jägers David Anton Kristoffer Petersen und seiner Frau Ane Marie Gjertrud Inûsugtoĸ. Er war Jäger in Kangaatsiaq und wurde für die Legislaturperiode von 1933 bis 1938 in den nordgrönländischen Landesrat gewählt. 1949 saß er ein weiteres Mal als Stellvertreter für Nikolaj Rosing im Landesrat.